# Jean Chardin
Jean Chardin (16. studenog 1643. – 5. siječnja 1713.) bio je francuski draguljar i svjetski putnik čije se djelo Putovanja Johna Chardina (The Travels of Sir John Chardin) od deset svezaka smatra jednim od najboljih ranih radova na temu Perzije i Bliskog istoka. Chardin je rođen u francuskoj protestantskoj obitelji, a njegov otac priuštio mu je dobro školovanje i obuku za draguljara. Unatoč obiteljskom biznisu, mladi Chardin upoznaje Antoine Raisina, trgovca iz Lyona, te 1664. godine kreće na put u Perziju i Indiju. Na šestogodišnjem putovanju bio je pod patronatom samog perzijskog vladara Abasa II., a u svome djelu Le Couronnement de Soleïmaan opisao je krunidbu novog perzijskog kralja Sulejmana I. Vrativši se u Francusku shvaća ga zbog njegove protestantske vjere neće doživjeti veći ugled, pa kreće na novo putovanje Perzijom i Indijom koje se pokazalo mnogo uzbudljivijim od prvoga. Njegov putopis „Voyages du Chevalier Chardin en Perse, et autres lieux de l’Orient“ smatra se najboljim zapadnjačkim osvrtom na safavidski Iran. Zbog progona nad protestantima koje je provodio francuski kralj Luj XIV., Chardin je na koncu života živio u Nizozemskoj, a zatim u Engleskoj u kojoj umire u Londonu 1713. godine.

## Vanjske poveznice
- Jean Chardin, Encyclopædia Britannica
- Persians: Kind, hospitable, tolerant, flattering cheats?